# Deltocephalus metcalfi
Deltocephalus metcalfi är en insektsart som beskrevs av Kramer 1965. Deltocephalus metcalfi ingår i släktet Deltocephalus och familjen dvärgstritar. Inga underarter finns listade i Catalogue of Life.